# Yves Ghiai
 (novembre 2019).
Il peut être nécessaire de l'améliorer pour respecter le principe de neutralité de point de vue. Veuillez consulter la page de discussion pour plus de détails.

 (novembre 2019).
Yves Farhad Khan Ghiaï de Chamlou, né le 26 octobre 1957 à Uccle (Belgique), est un architecte belgo-iranien.

## Biographie
Yves Farhad Khan Ghiaï de Chamlou, termine ses études secondaires au lycée Janson-de-Sailly en 1977 et obtient son diplôme d'architecture au Pratt Institute de New York en 1982 suivi d'une maîtrise d'architecture au California College of the Arts.
Fils de l'architecte iranien Heydar Ghiaï de Chamlou, il commence sa carrière à San Francisco où il réalise une série d'immeubles d'habitation à la fois futuristes, de par les matériaux utilisés et contextuels, de par les volumes se mariant à l'architecture victorienne de San Francisco.
En 1983, Yves Ghiaï créa l'agence d'architecture, Ghiaï Architects à San Francisco. Cette agence sera la continuation de l'agence de son père qui fut fermée en 1979. 
En 1993, il obtient sa première commande importante : la conception d'une ville balnéaire au Costa Rica. À celle-ci viennent s'ajouter un centre hôtelier de cure à Dully, en Suisse puis une commande visant à redessiner le plan d'urbanisme du centre-ville de Prince George en Colombie-Britannique (Canada). C'est en juin 2003 que la ville de Prince George adopte le plan conçu par Yves Ghiai, couvrant la totalité de son centre-ville. Ghiai est alors honoré par le maire de Prince George, Colin Kinsley, qui lui octroie la clef de la ville.
En avril 2002, il est reçu membre étranger de l'Académie d'architecture à Paris.
En 2011, il obtient sa première commande pour une tour de 30 étages à Oakland, Californie, la « Tour Iwate ».
Professeur d'architecture au Fashion Institute of Design & Merchandising (en) et à l'université de Californie à Berkeley, conférencier au California College of the Arts, il a été publié dans plus de trente revues. Il a également été honoré par Willie Brown Jr., maire de San Francisco, qui a proclamé le 26 octobre « journée Ghiaï » à San Francisco.

## Théories et influences

### Architecture
Yves Ghiaï élabore une fusion d'éléments mystico-poétiques d'inspiration iranienne et de vocabulaire architectural moderne, voire futuriste.
En 1986, il développe « la pensée pyramidale », qu'il enseigne à ses élèves depuis et qui consiste à unifier et simplifier l'approche conceptuelle visant à la création et au design.
En 1989, il crée « Le Sensor », module architectural visant à mesurer non pas les rapports de proportions physiques entre l'homme et l'espace, mais les sensations intuitives ressenties par rapport aux formes architecturales.
Fortement influencé par l'œuvre de son père Heydar Ghiaï de Chamlou, il s'efforce de perpétuer une architecture de fusion entre la culture persane et l'avant-gardisme occidental.

### Peintures et arts graphiques
Influencé par l'œuvre de Salvador Dalí et par les éléments plastiques de la calligraphie persane, Yves Ghiaï s'efforce de marier le surréalisme aux éléments architecturaux et à la mystique iranienne en y ajoutant ses propres messages philosophiques.
En 2015 Yves Ghiaï dessine le nouveau logo et la charte graphique de la Fédération nationale des Joinvillais.

### Philosophie
Prenant exemple sur la phrase de Heydar Ghiaï : « La proportion n'est pas un principe d'architecture mais un principe de vie ».

Yves Ghiaï s'efforce de construire une vision de la vie basée sur une « esthétique architecturale ».

Un aperçu de cette philosophie pourrait se résumer dans ces quelques citations :

« Le « Bien » et le « Mal » n'existent pas, il n'y a que le « Beau » et le « Laid ». »

## Distinctions
- Médaille de l'Académie d'architecture de Paris (2004)

## Principales réalisations et projets
- Villa individuelle, Cap d'Antibes, France 1984
- Une série de complexes d'habitations jumelées, San José, Californie 1984-1989
- Résidence royale, San Francisco 1992
- Maison Astrolabe, San Francisco 1996
- Château Golestan, baie de San Francisco 2000
- Metropolis, Prince George, Canada 2004
- Les Jardins Secrets, Dully, Suisse 2005
- El Golestan, Playa Grande, Costa Rica 2006
- Villa individuelle, Playa Grande, Costa Rica 2006
- Tour Iwate, Oakland, Californie 2013
- Immeuble résidentiel, San Francisco, Californie 2016

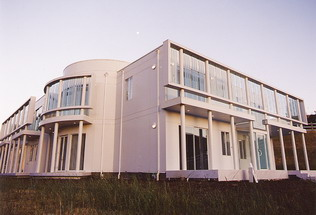
Chateau Golestan, San Francisco
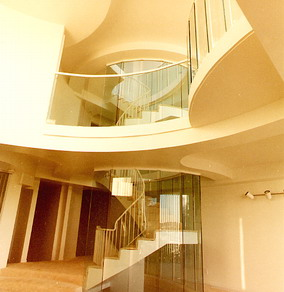
Maison Astrolabe,San Francisco
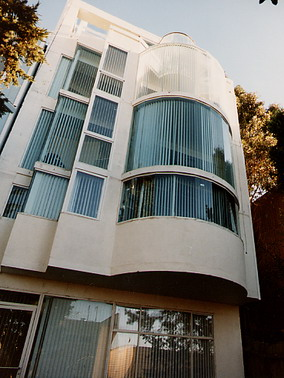
Maison Astrolabe,San Francisco
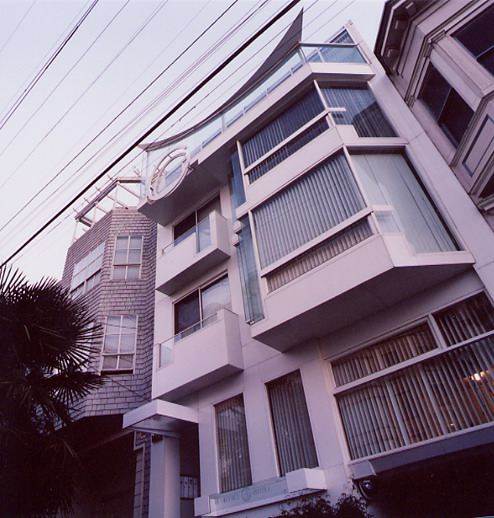
Residence Royale, San Francisco
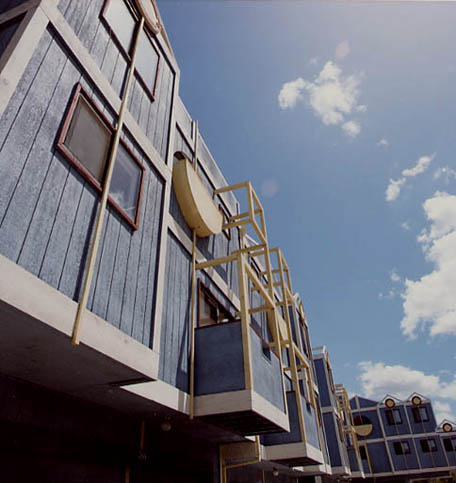
Complexe d'habitations, San José, Californie
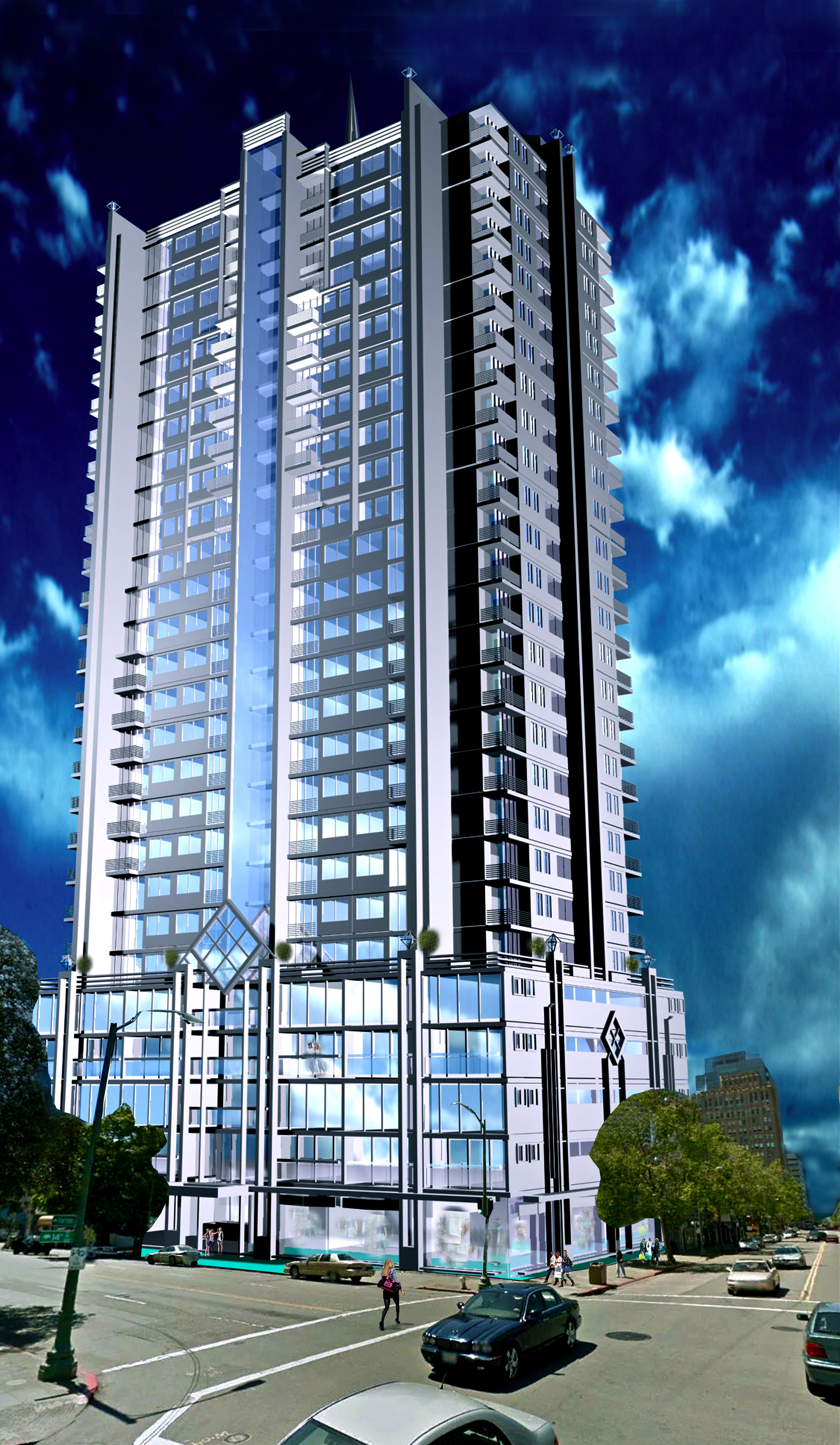
Tour d'habitations de 30 étages, Oakland, Californie
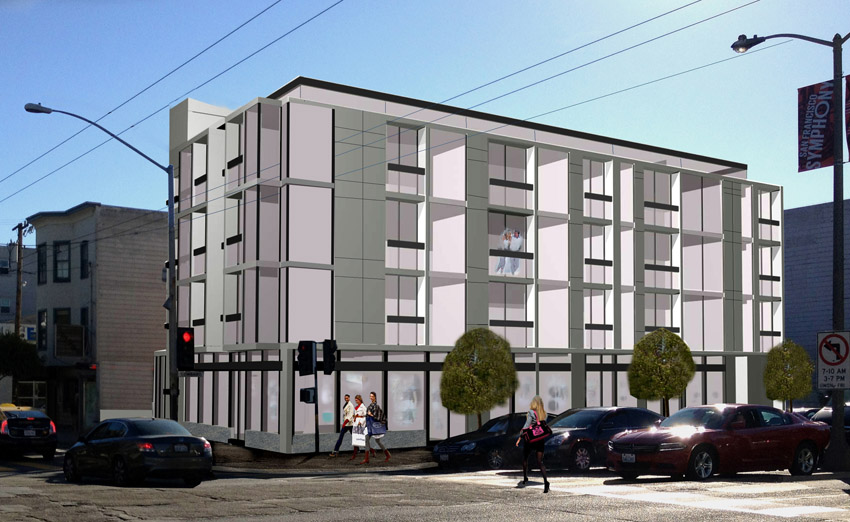
Projet résidentiel à San Francisco, Californie en collaboration avec Anahita Ghiai de Chamlou
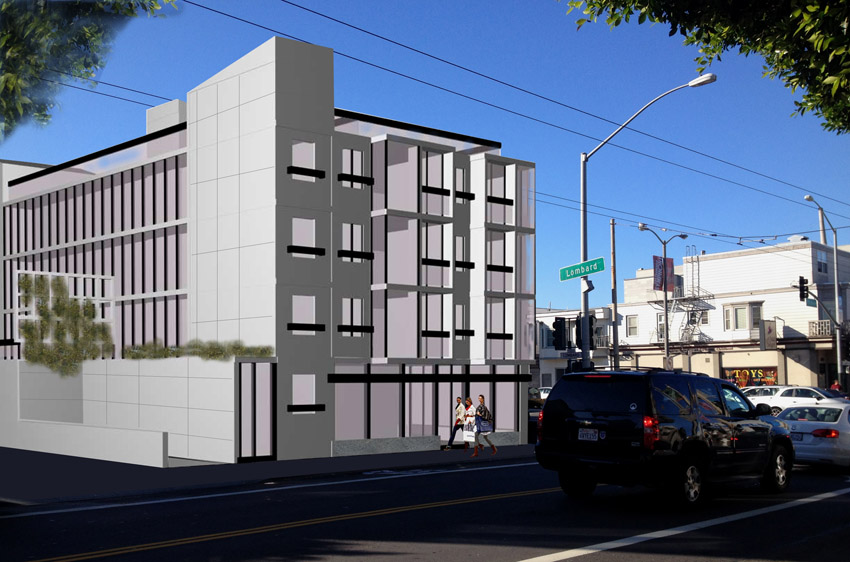
Projet résidentiel à San Francisco, Californie en collaboration avec Anahita Ghiai de Chamlou

## Peintures et graphisme

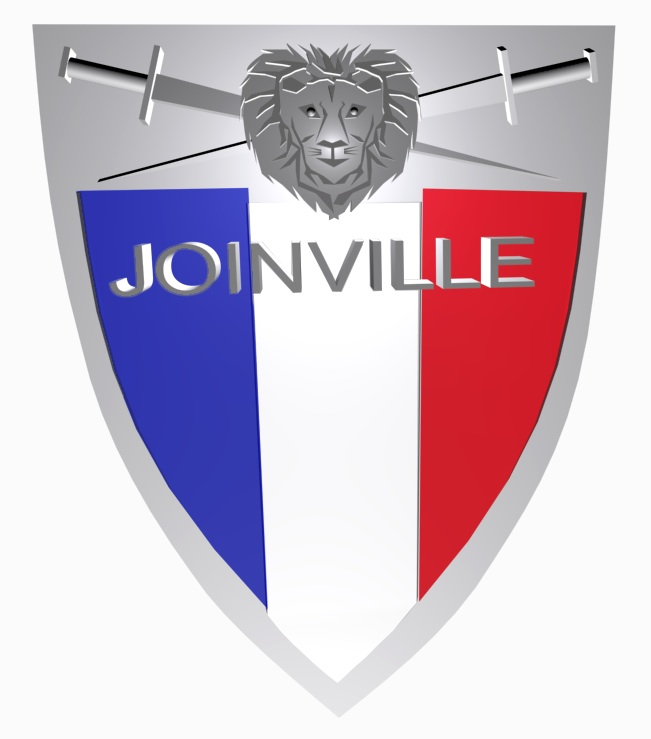
logo de la Fédération Nationale des Joinvillais

## Design industriel

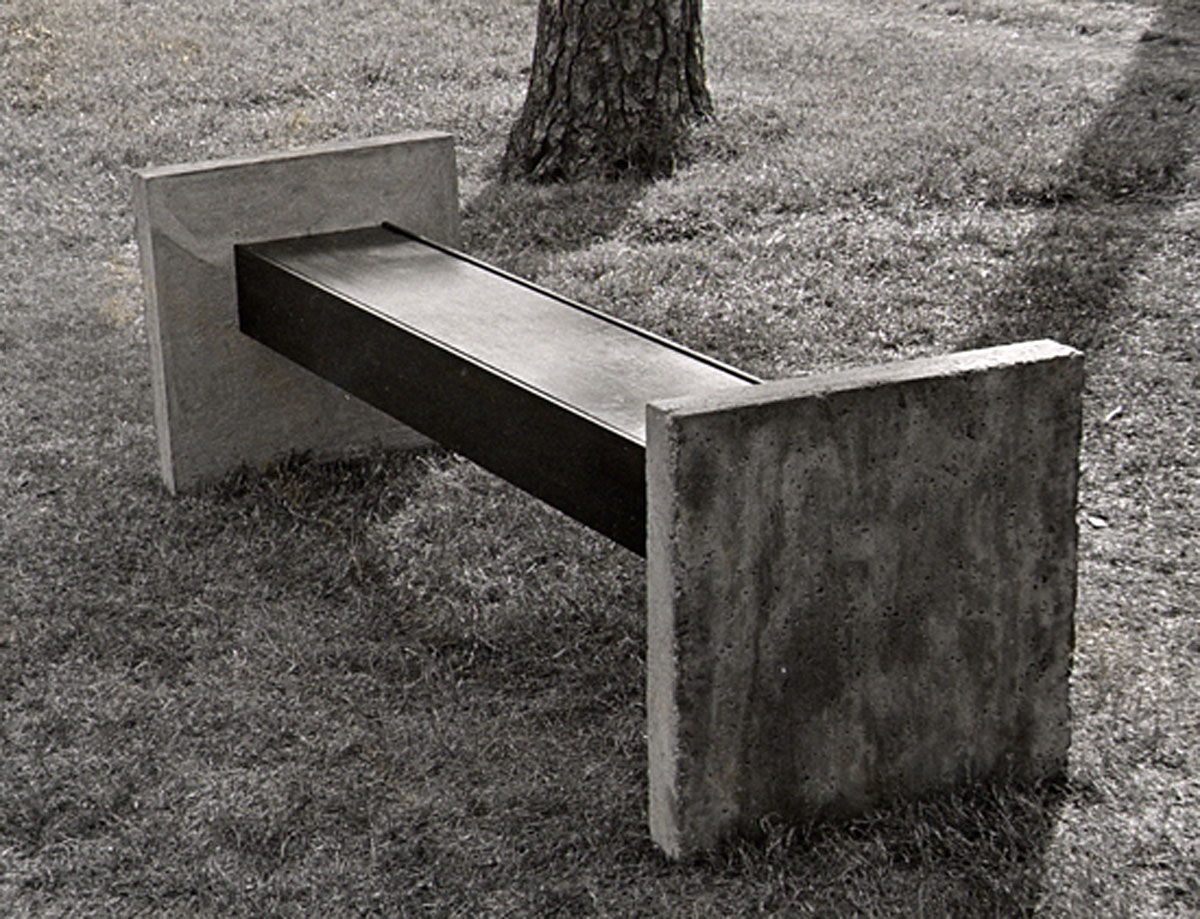
Banc